# Michel Vaujour
Pour les articles homonymes, voir Vaujour.
Michel Vaujour, né le 16 janvier 1951 à Saint-Quentin-le-Petit (Ardennes), est un ex-braqueur français connu pour avoir été condamné à douze reprises, totalisant 27 années de prison dont 17 en isolement ainsi que trois années de fuite pour des faits de grand banditisme et de six évasions. Il a été considéré par l'État Français comme étant le nouvel ennemi public numéro un après la mort de Jacques Mesrine[réf. nécessaire].

## Biographie
Fils de fonctionnaire de Châlons, il est abandonné à l'âge de quatre ans par ses parents et est confié à sa tante Germaine. Mais cette dernière meurt d'un cancer lorsqu'il a huit ans, si bien qu'il retourne vivre avec ses parents, subissant la violence de son père alcoolique. 
Ouvrier d'usine et père à 18 ans, Michel Vaujour "emprunte" une voiture pour une virée et écope de trente mois de prison ferme. Il ressort de prison en décembre 1972, mais est interdit de séjour dans 21 départements pendant cinq ans. Engagé comme monteur-voltigeur dans un complexe pétrolier du port de Fos-sur-Mer, il est arrêté alors qu'il roule un jour sans permis. S'enfuyant, il est arrêté à Mâcon. Emprisonné, il s'évade une première fois, mais il est à nouveau arrêté après une tentative de cambriolage. Condamné à quatre ans dans la prison de Châlons, il s'en évade. Après plusieurs tentatives infructueuses, il a l'idée de faire un double de la clé de sa cellule. Ayant bousculé un gardien, il prend l'empreinte de la clé du trousseau avec « la cire rouge » de la croûte du Babybel, et la reproduit avec un morceau de fer travaillé à la lime et à la scie à métaux. La serrure étant à l'extérieur, il l'atteint après avoir percé avec un thermoplongeur,.
En 1979, il s'évade à nouveau en prenant en otage une juge d'instruction qu'il braque avec un pistolet de savon noirci au cirage. Il entre dans le grand banditisme mais est repris fin 1981. Le 26 mai 1986, il s'évade de la prison de la Santé à bord d'un hélicoptère piloté par son épouse Nadine qui a pris, sous un faux nom, des cours dans une école de pilotage de Meythet depuis août 1985. Arrivée en haut de la cour de promenade à bord de l'Alouette, son complice y lance une housse contenant un pistolet factice en plastique et une canne à pêche télescopique à laquelle est reliée une corde à nœuds. Vaujour et son co-détenu Pierre Hernandez escaladent un mur pour atteindre le toit de la troisième division. Vaujour s'accroche à un patin de l’hélicoptère qui repart, abandonnant sur le toit Jean-Pierre Hernandez. Cette évasion inspire le roman et le film La Fille de l'air avec Béatrice Dalle. Il est repris quelques mois plus tard au cours d'un braquage à l'issue duquel éclate une fusillade avec la police. Il est grièvement blessé d'une balle dans la tête. Quand il sort du coma, il est hémiplégique mais il réussit à retrouver l'usage de ses membres.
Sa nouvelle épouse Jamila Vaujour, rencontrée en prison où elle était visiteuse de prison, tente de le faire évader deux fois. D'abord en juin 1993 de la maison centrale de Saint-Maur, en Indre-et-Loire, puis en août 1993, de l'hôpital pénitentiaire de Fresnes, dans le Val-de-Marne. Elle prend en otages des pilotes d'hélicoptère.
Il est libéré en 2003, après avoir passé 27 ans en prison (dont 17 à l'isolement) grâce à l'obtention d'une remise de peine de 16 années.

## Livres
- Ma plus belle évasion, Presses de la Renaissance, 2005.
- L'amour m'a sauvé du naufrage, Xo, 2018.

## Documentaires
- Ne me libérez pas, je m'en charge, Fabienne Godet, Le Bureau 2008. (film nommé aux Césars 2010 - catégorie Meilleur Film Documentaire).
- Les Grandes Evasions,Vaujour "l'acrobate", Marc Maouad & Roland Sicsic, Maydia Production 2009, Planète+Justice.
- « Michel Vaujour se fait la belle par les airs » de Laurent Huberson dans Alerte évasion le 25 février et 27 septembre 2011 sur M6, puis le 8 et 15 juin 2012 sur Paris Première.

## Émissions de radio
- Christophe Hondelatte, Michel Vaujour, épisode 1, Europe 1, 24 octobre 2018.
- Christophe Hondelatte, Michel Vaujour, épisode 2, Europe 1, 25 octobre 2018.
- Fabrice Drouelle, L'évasion de Michel Vaujour, France Inter, Affaires sensibles, 8 juillet 2022.